# HMS Uttern (1921)
Pour les articles homonymes, voir HMS Uttern.
Le HM Uttern est un sous-marin de classe Bävern de la marine royale suédoise.

## Carrière
Le navire a été commandé au chantier naval de Karlskronavarvet et sa quille a été posée en 1916. Le navire a été lancé le 25 juillet 1921 et a rejoint la flotte le 11 décembre de la même année.
Le navire a été retiré du service le 6 octobre 1944 et son sort ultérieur est inconnu.